# Assé-le-Riboul
Assé-le-Riboul – miejscowość i gmina we Francji, w regionie Kraj Loary, w departamencie Sarthe.
Według danych na rok 2010 gminę zamieszkiwało 487 osób, a gęstość zaludnienia wynosiła 29 osób/km².